# Hroszówka (osada leśna)
Hroszówka (w latach 1977–1981 Groszówka) – osada leśna (leśniczówka) w Polsce położona w województwie podkarpackim, w powiecie brzozowskim, w gminie Dydnia.
W połowie XIX wieku właścicielem posiadłości tabularnej Ulucz z Borownicą, Hłomczą i Chruszczówką był Teodor Ternonde.
W Hroszówce urodził się Stanisław Spyra.
W latach 1975–1998 miejscowość administracyjnie należała do województwa krośnieńskiego.